# Äigrumäe
Äigrumäe is een plaats in de Estlandse gemeente Viimsi, provincie Harjumaa. De plaats heeft de status van dorp (Estisch: küla).

## Bevolking
Het dorp had 168 inwoners op 31 december 2011 en 116 inwoners op 31 december 2021.

## Ligging
De plaats grenst aan het stadsdistrict Pirita van de Estische hoofdstad Tallinn. Ten oosten van Äigrumäe ligt Muuga, de grootste haven voor vrachtverkeer in Estland.

## Geschiedenis
Äigrumäe als zelfstandig dorp bestaat pas sinds 1922. Daarvoor was het een deel van Iru.